# 梧槽河

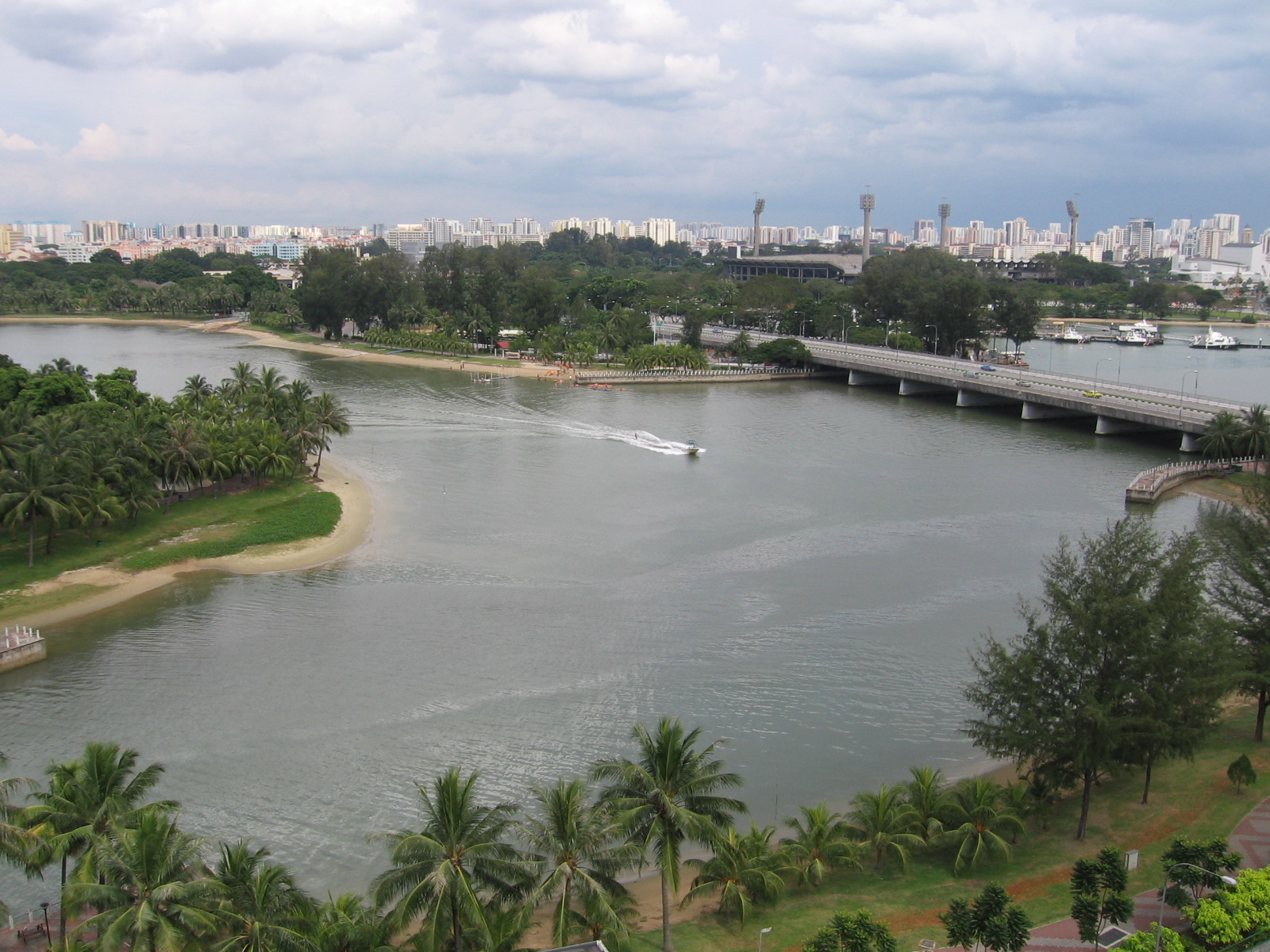
梧槽河口

1°18′N 103°52′E / 1.300°N 103.867°E
梧槽河（英語：Rochor River）位于新加坡加冷，全长0.8公里。梧槽河是梧槽沟渠的延续，梧槽河的源头在武吉知马。这里曾经是一条繁忙的水道，梧槽河中是马来文翻译的译名，“梧槽”在马来文的意思为“利用柱子插地为界以泊舟”，梧槽河最后注入加冷盆地。
新加坡最著名的二手货市场“结霜桥”也是位于梧槽河附近。